# گاما نایف

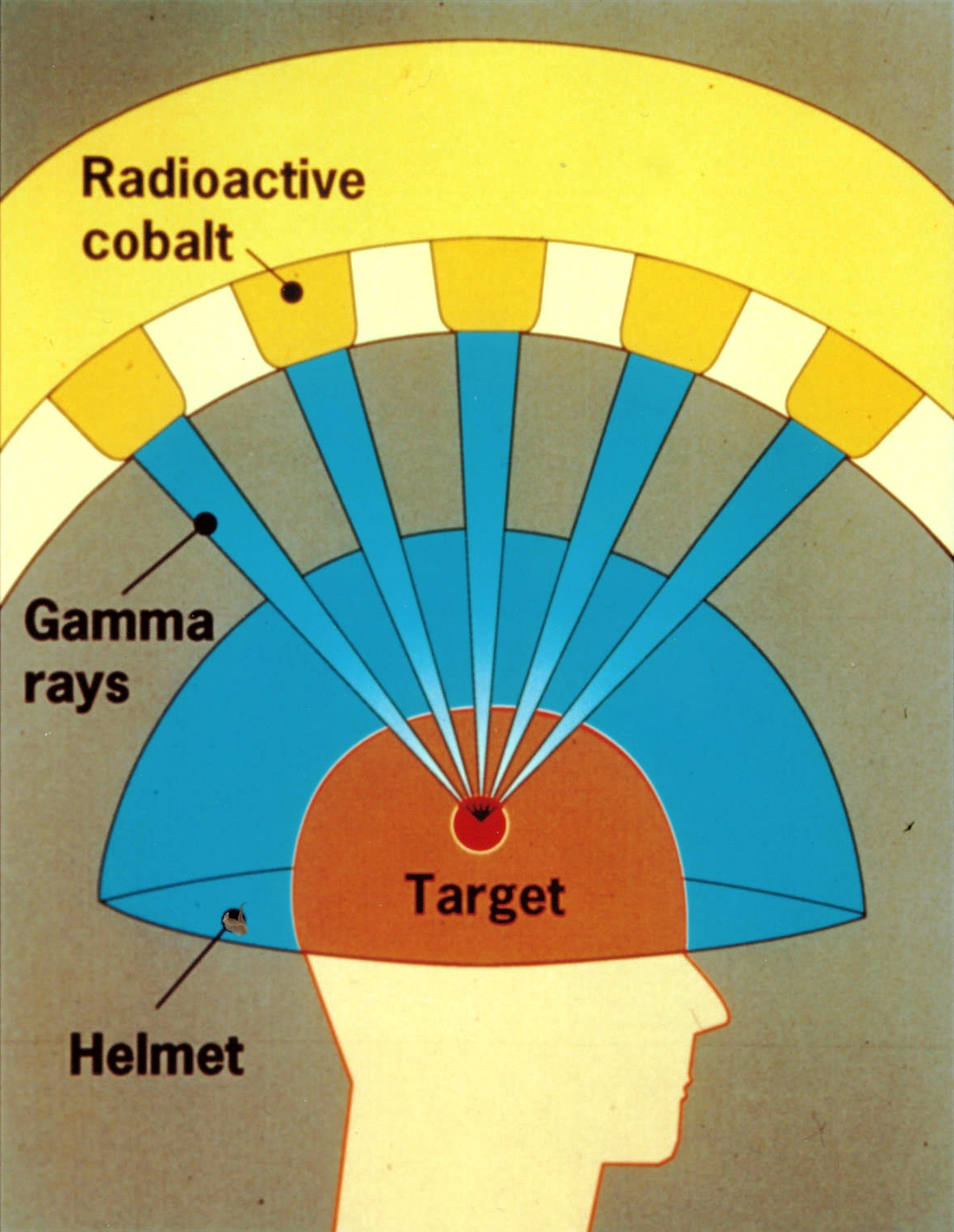

گاما نایف یا چاقوی گاما (به انگلیسی: Gamma Knife) نوعی تکنیک پرتودرمانی در فیزیک پزشکی است.
سیستم‌های گامانایف از پرتوهای ایزوتوپ کوبالت-۶۰ بهره می‌برند، و برای مداوای معضلاتی همانند غدد سرطان ناحیه سر استفاده می‌شوند.
این سیستم‌ها که (به فرم امروزیشان) توسط لارس لکسل سوئدی در سال ۱۹۶۷ ابداع گردیدند به ۲۰۱ چشمهٔ ۳۰ کوری برای عملیات پرتوزایی مجهزند. پیشتر از آن نیز هارولد جانز کانادایی نیز از چشمه‌های کوبالت-۶۰ برای مداوای بیماران استفاده کرده بود.
از سازندگان اصلی این سیستم‌ها میتوان شرکت سوئدی الکتا را نام برد.
گاما نایف حداکثر می‌تواند غدد 5.3 سانتی متر را درمان کند.